# MMA 507
MMA 507, también conocida como Tumba de los soldados caídos es una antigua tumba tebana que se encuentra en Deir el-Bahari, Egipto. Forma parte de la Necrópolis tebana, situada en la orilla occidental del Nilo frente a Luxor. La tumba es el lugar de enterramiento de aproximadamente 60 soldados caídos en combate que datan de la dinastía XII.

## Descubrimiento
La tumba fue descubierta por Herbert E. Winlock en 1923 y excavada en 1926–1927 durante las excavaciones patrocinadas por el Museo Metropolitano de Arte en Egipto (de ahí el nombre de MMA).
La tumba, rupestre, se encuentra cerca de la tumba del tesorero real Jeti, MMA 508, también designada como TT311. Fue saqueada en la antigüedad, por lo que los restos habían sido desmembrados, hallándose muchos restos humanos, jirones de textiles de lino a modo de etiquetas identificativas, algunos con escritura hierática y diferentes arcos, flechas y muñequeras que llevaban los arqueros. Los nombres de varios soldados fueron identificados por sus etiquetas: Ameni, Sobekhotep, Sobeknajt, Intef, Intefoker, Montuhotep o Senusret.
Los soldados, cuyos cuerpos yacían en la tumba, habían muerto como consecuencia de heridas de flecha o por piedras de hondas, y Winlock anotó que no había rastros visibles de lucha cuerpo a cuerpo en ninguno de los cuerpos.
Winlock dató la tumba en la época del reinado de Mentuhotep II, dinastía XI.
Sin embargo, en 2003, la egiptóloga Carola Vogel reconsideró los hallazgos de Winlock, estimando que aunque se habían hallado 59 cráneos, por la cantidad de huesos encontrados dispersos, el número de soldados caídos sería mayor y revisando las escrituras de los tejidos de lino, estimó que la datación se correspondería a principios de la dinastía XII, probablemente durante el reinado de Sesostris I.